# Unione Sportiva Audace San Michele 1942-1943
Questa voce raccoglie le informazioni riguardanti l'Unione Sportiva Audace San Michele nelle competizioni ufficiali della stagione 1942-1943.

## Rosa
| N. |                   | Ruolo | Calciatore         |
| -- | ----------------- | ----- | ------------------ |
|    | Italia (bandiera) | C     | Romolo Bizzotto    |
|    | Italia (bandiera) | C     | Riccardo Boari     |
|    | Italia (bandiera) | C     | Mario Brazzoli     |
|    | Italia (bandiera) | A     | Bardo Carmagnani   |
|    | Italia (bandiera) | P     | Antonio Cazzanelli |
|    | Italia (bandiera) | D     | Aldo Checchetti    |
|    | Italia (bandiera) | C     | Angelo Faggiotto   |
|    | Italia (bandiera) | D     | A. Giovannini      |

| N. |                   | Ruolo | Calciatore       |
| -- | ----------------- | ----- | ---------------- |
|    | Italia (bandiera) | D     | Oreste Godi      |
|    | Italia (bandiera) | D     | E. Lodi          |
|    | Italia (bandiera) | A     | A. Mazzetto      |
|    | Italia (bandiera) | C     | Pietro Menegazzi |
|    | Italia (bandiera) | A     | Lino Morbioli    |
|    | Italia (bandiera) | A     | Gaetano Toffali  |
|    | Italia (bandiera) | P     | G. Zambon        |
|    | Italia (bandiera) | A     | S. Zanotti       |